# Ocaso

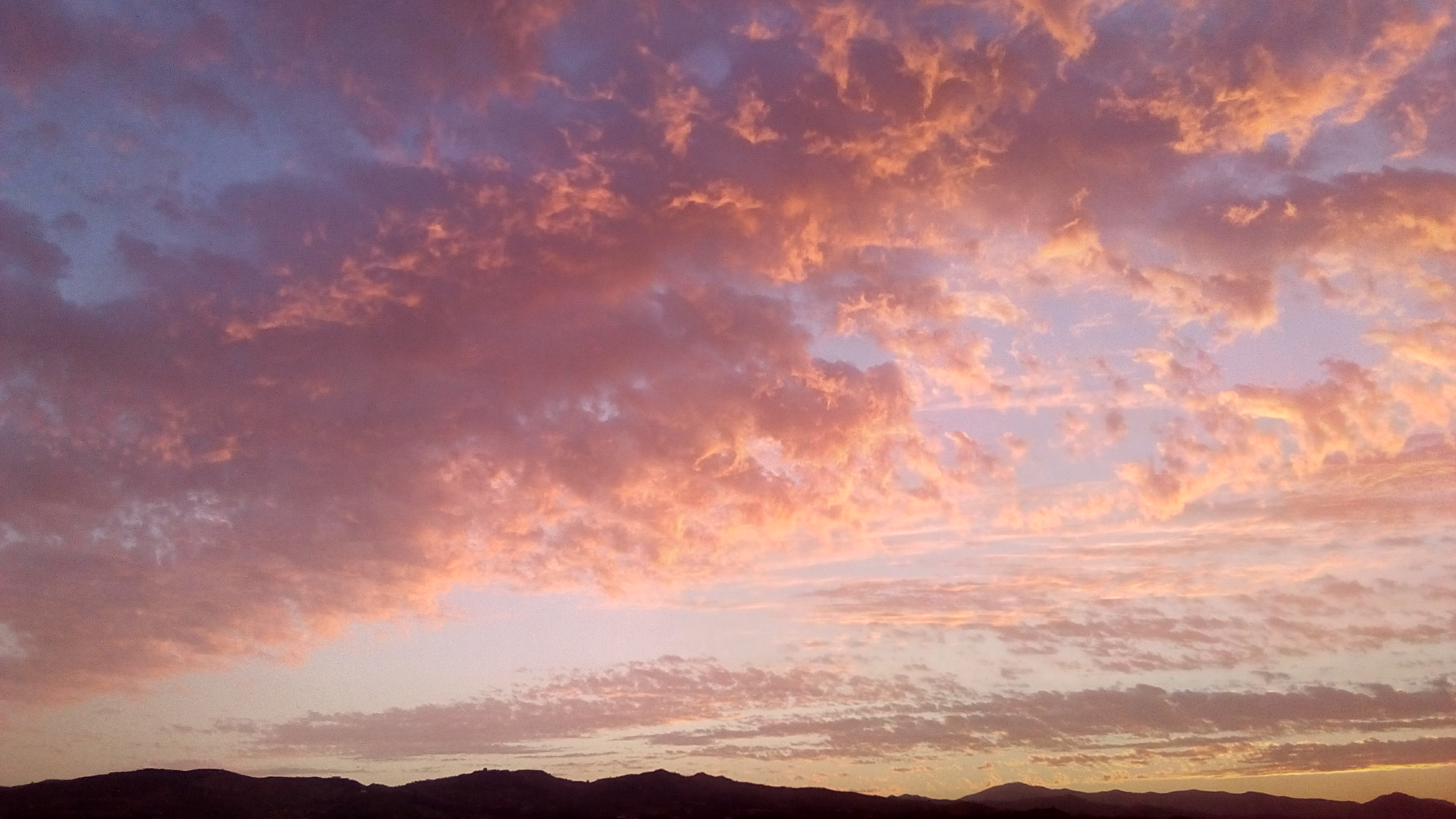
Al atardecer, estas nubes toman un color rojizo debido al ángulo de los rayos del Sol.

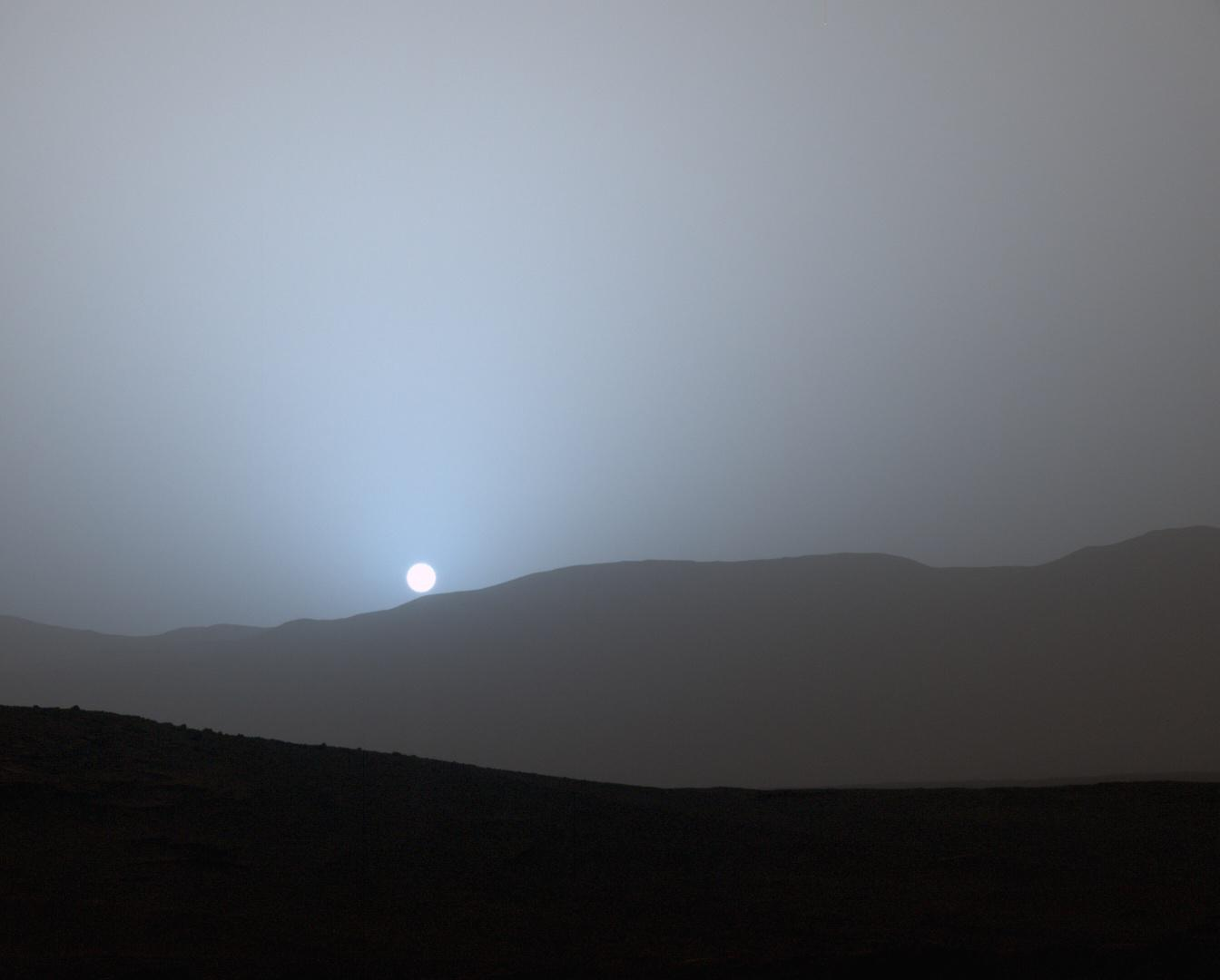
Atardecer en Marte.

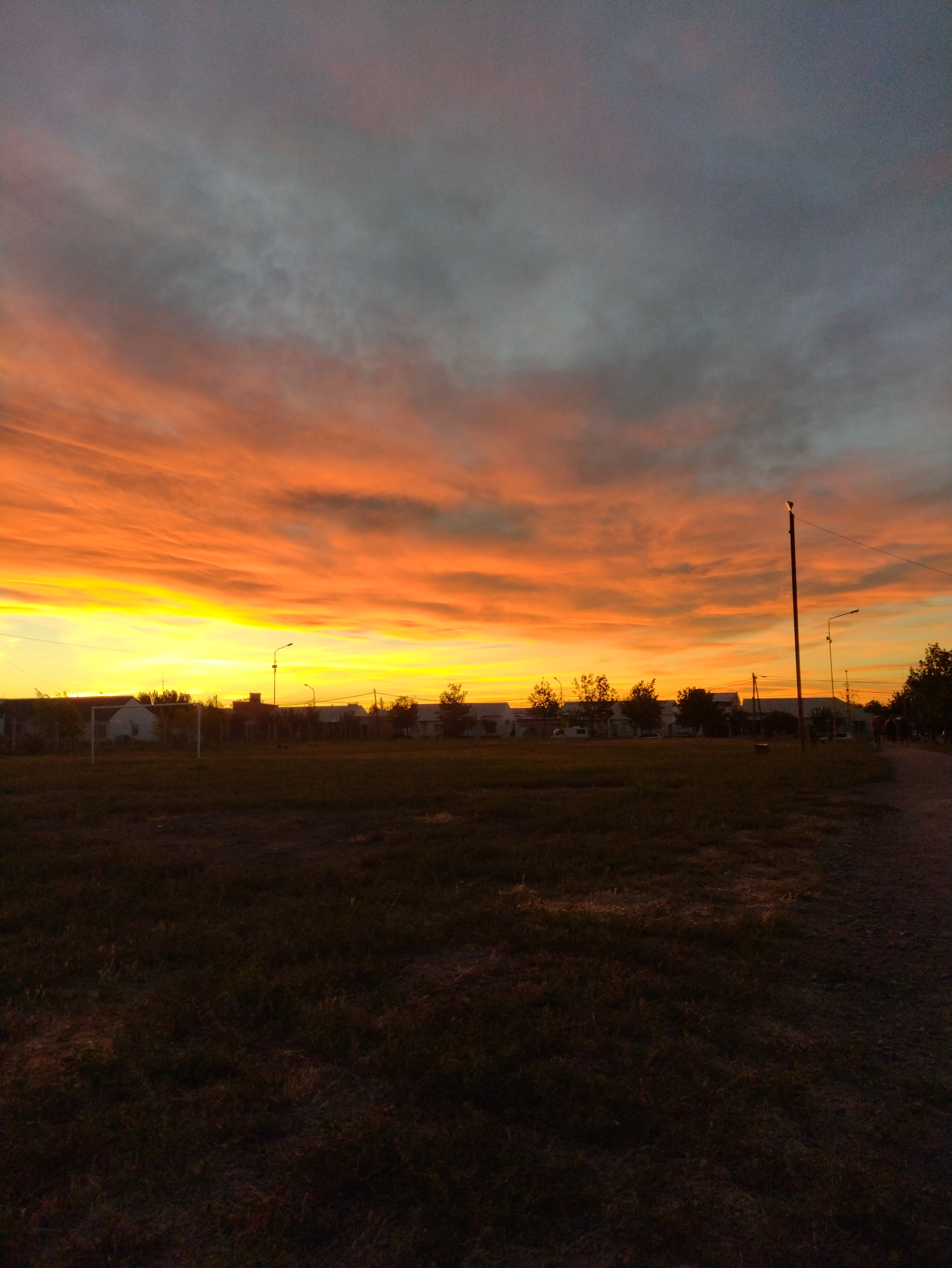
Ocaso en Villa Regina (Río Negro, Argentina).

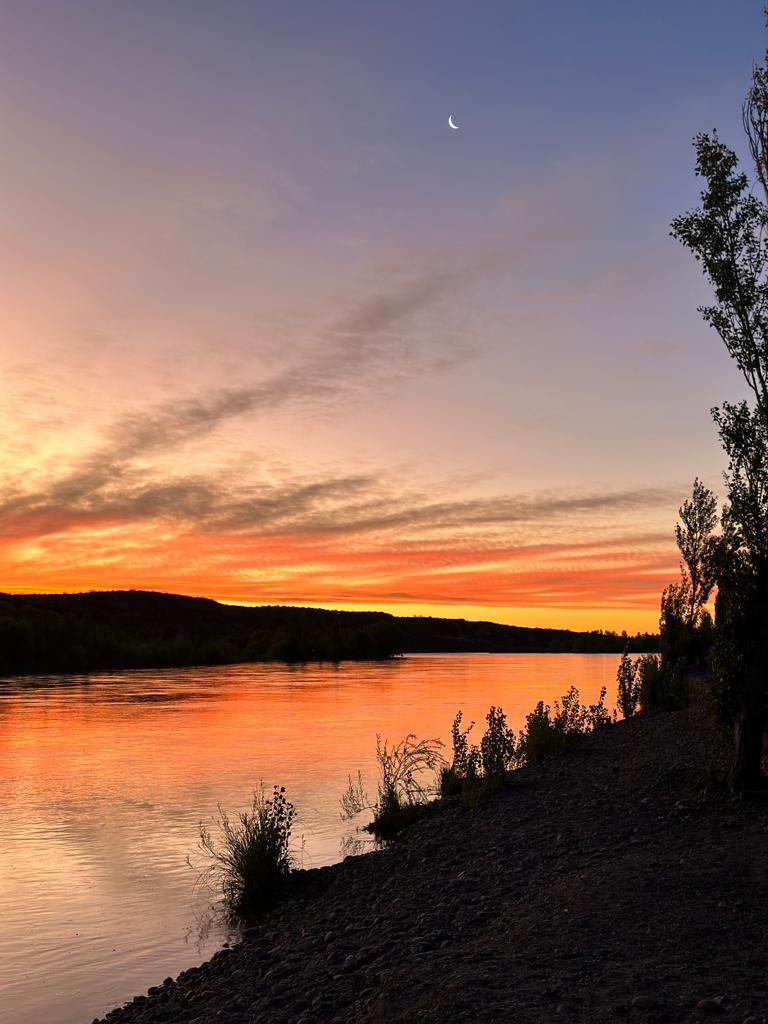
Isla Verde, Río Limay (Neuquén, Argentina).

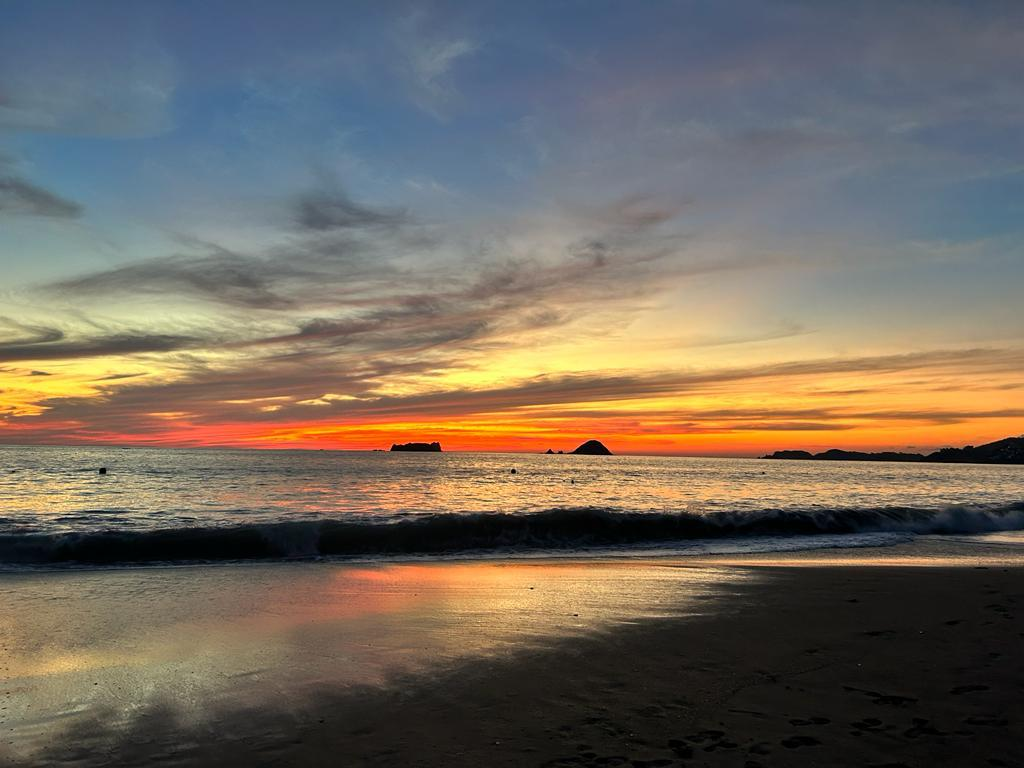
Atardecer en la playa

El ocaso, también llamado atardecer o anochecer, es cuando un astro, en particular el Sol, por efecto de la rotación de la Tierra, atraviesa el plano del horizonte y pasa del hemisferio visible al no visible. Es decir, cuando su altura es cero, pasando de positiva a negativa. En el caso del Sol, ello determina el fin del día. El antónimo del ocaso es orto, también llamado amanecer.
En el hemisferio norte en primavera y verano el Sol se pone entre el oeste y el norte (declinación positiva); en otoño e invierno su ocaso es entre el oeste y el sur (declinación negativa). Simultáneamente, en el hemisferio sur en otoño e invierno, el ocaso es entre el oeste y el norte, y en primavera y verano entre el oeste y el sur. Las estrellas circumpolares no tienen ocaso ni amanecer.
Este ocaso puede cambiar en que hora y minuto del día ocurre, esto debido al cambio de horario manejado en países de América y Europa.

## Colores
A medida que un rayo de luz solar blanca viaja a través de la atmósfera hacia un observador, algunos de los colores son dispersados fuera del haz por las moléculas de aire y las partículas en suspensión, cambiando el color final del haz que ve el espectador. Debido a que los componentes de longitud de onda más corta, como el azul y el verde, se dispersan más fuertemente, estos colores se eliminan preferentemente del haz.  Al amanecer y al atardecer, cuando el camino a través de la atmósfera es más largo, los componentes azules y verdes se eliminan casi por completo, dejando los tonos naranja y rojo de longitud de onda más larga que vemos en esos momentos. La luz solar enrojecida restante puede luego dispersarse mediante gotitas de nubes y otras partículas relativamente grandes para iluminar el horizonte de rojo y naranja.  La eliminación de las longitudes de onda más cortas de la luz se debe a la dispersión de Rayleigh por moléculas de aire y partículas mucho más pequeñas que la longitud de onda de la luz visible (menos de 50 nm de diámetro).  La dispersión por las gotas de las nubes y otras partículas con diámetros comparables o mayores que las longitudes de onda de la luz solar (> 600 nm) se debe a la dispersión de Mie y no depende en gran medida de la longitud de onda. La dispersión de Mie es responsable de la luz dispersada por las nubes y también del halo diurno de luz blanca alrededor del Sol (dispersión frontal de la luz blanca). 
Los colores del atardecer suelen ser más brillantes que los del amanecer, porque el aire de la tarde contiene más partículas que el de la mañana.  A veces, justo antes del amanecer o después del atardecer, se puede ver un destello verde. 
Las cenizas de las erupciones volcánicas, atrapadas dentro de la troposfera, tienden a opacar los colores del atardecer y del amanecer, mientras que las eyecciones volcánicas que en cambio se elevan a la estratosfera (como delgadas nubes de diminutas gotas de ácido sulfúrico) pueden producir hermosos colores posteriores al atardecer, llamados resplandores posteriores al amanecer. Varias erupciones, incluidas las del monte Pinatubo en 1991 y del Krakatoa en 1883, han producido nubes estratos suficientemente altas que contenían ácido sulfúrico como para producir resplandores espectaculares al atardecer (y al amanecer) en todo el mundo. Las nubes de gran altitud sirven para reflejar la luz solar intensamente enrojecida que aún llega a la estratosfera después del atardecer, hacia la superficie.
Algunos de los colores más variados al atardecer se pueden encontrar en el cielo opuesto u oriental, después de que el Sol se haya puesto durante el crepúsculo. Dependiendo de las condiciones climáticas y los tipos de nubes presentes, estos colores tienen un amplio espectro y pueden producir resultados inusuales.

## Visión histórica
El astrónomo del siglo XVI Nicolás Copérnico fue el primero en presentar al mundo un modelo matemático detallado y finalmente ampliamente aceptado que apoyaba la premisa de que la Tierra se mueve y el Sol en realidad permanece quieto, a pesar de la impresión desde nuestro punto de vista de un Sol en movimiento 

## Planetas
Las puestas de sol en otros planetas parecen diferentes debido a las diferencias en la distancia del planeta al Sol y a composiciones atmosféricas inexistentes o diferentes.

### Marte
En Marte, el Sol poniente aparece con aproximadamente dos tercios del tamaño que tiene desde la Tierra,  debido a la mayor distancia entre Marte y el Sol. Los colores suelen ser tonos de azul, pero algunas puestas de sol marcianas duran mucho más y parecen mucho más rojas de lo que es típico en la Tierra.  Los colores del atardecer marciano difieren de los de la Tierra. Marte tiene una atmósfera fina, carente de oxígeno y nitrógeno, por lo que la dispersión de la luz no está dominada por un proceso de dispersión de Rayleigh. En cambio, el aire está lleno de polvo rojo, arrastrado a la atmósfera por fuertes vientos,  por lo que el color de su cielo está determinado principalmente por un proceso de dispersión de Mie, lo que da como resultado más tonos azules que una puesta de sol en la Tierra. Un estudio también informó que el polvo marciano en lo alto de la atmósfera puede reflejar la luz solar hasta dos horas después de que el Sol se haya puesto, proyectando un brillo difuso sobre la superficie de Marte. 

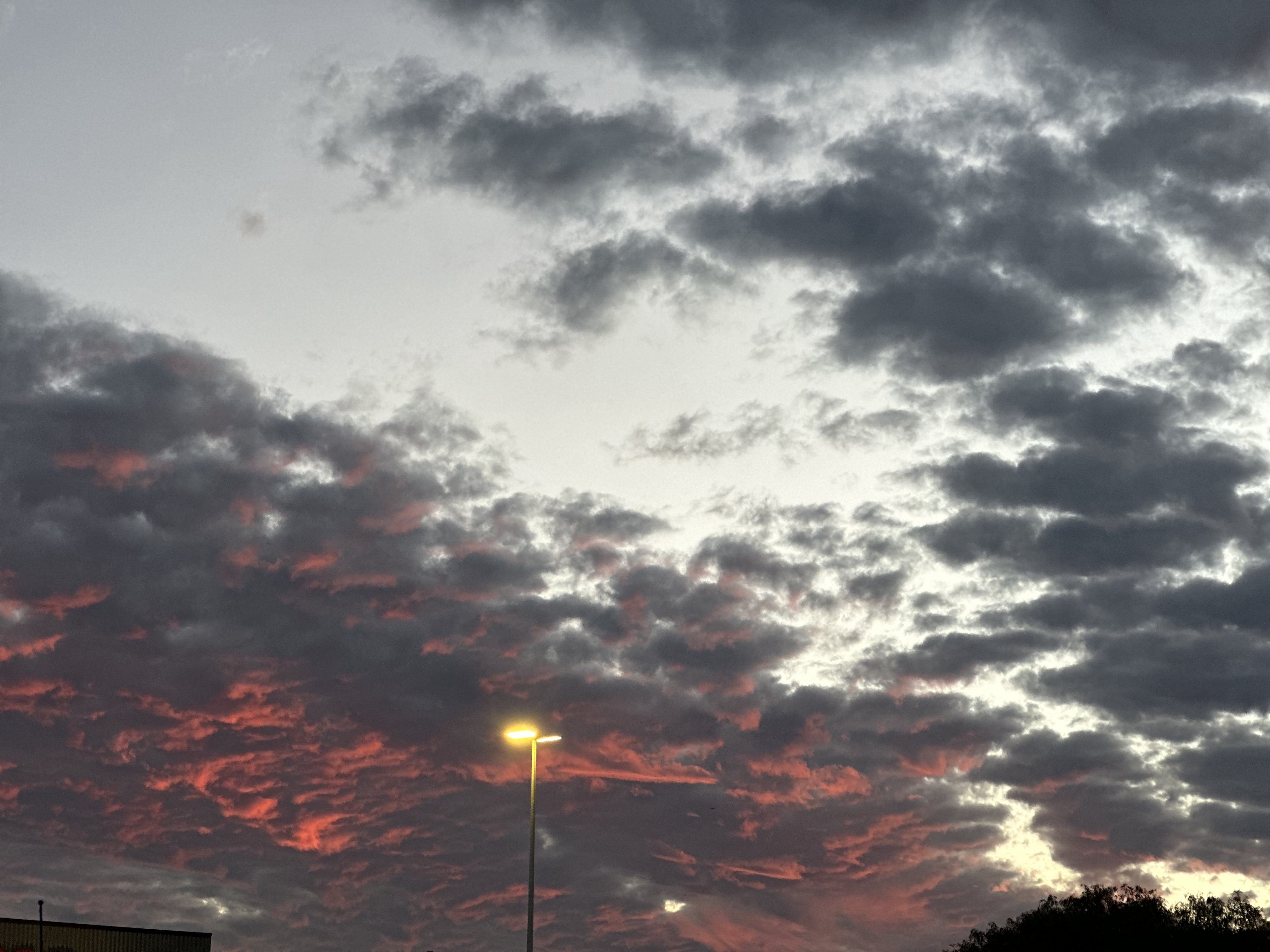
Paisaje en estacionamiento en Querétaro

## Biografía
- Paíno, Iván (2015). «45». El Diseño Universal: Geometria sagrada de la gran piramide 2. Ediciones Isthar Luna Sol. ISBN 8494065874. Consultado el 06-2021.